# Конвенто Кармелитане Скалце (Витербо)
Конвенто Кармелитане Скалце (итал. Convento Carmelitane Scalze) је насеље у Италији у округу Витербо, региону Лацио.
Према процени из 2011. у насељу је живело 18 становника. Насеље се налази на надморској висини од 305 м.